# Іспанці у Великій Британії
Іспанці у Великій Британії — жителі Великої Британії, які мають повне або часткове іспанське походження, в тому числі вихідці з Іспанії. Вони можуть бути або громадянами Великої Британії, або ж особами, що постійно проживають на території країни (іммігранти-негромадяни).

## Історична міграція королівської родини
Іспанські та англійські королівські сім'ї неодноразово брали шлюб, яскравий приклад — король Едуард I та Елеонора Кастильська, батьки короля Едуарда II. 1501 року Катерина Арагонська приїхала до Лондона у віці 15 років. Після ранньої смерті першого чоловіка вона стала першою дружиною Генріха VIII. Їхня дочка Марія Тюдор спробувала знову запровадити католицизм як державну релігію під час свого правління і вийшла заміж за Філіпа II Іспанського. Обидві жінки на той час принесли королівському двору вплив іспанської культури.

## Демографія
За даними перепису населення Великої Британії 2001 року, було зареєстровано 54 482 особи, народжені в Іспанії. [2] 54 105 з них були резидентами Великої Британії (тобто Великої Британії, крім Північної Ірландії). [3] Еквівалентна цифра з перепису 1991 становила 38 606 осіб. [3] У переписні місцевості з найбільшою кількістю осіб іспанського походження, що проживають в 2001 році ввійшли Кенсінгтон, Ріджентс-парк і Челсі, всі вони розташовані в західному Лондоні. За даними перепису населення Великої Британії 2011 року, 77 554 особи іспанського походження проживають в Англії, 1630 — в Уельсі, [4] 4908 осіб у Шотландії [5] і 703 особи в Північній Ірландії. [6] Згідно зі статистикою Instituto Nacional de Estadística, кількість іспанських громадян, зареєстрованих у консульстві Іспанії у Великій Британії, на 1 січня 2016 року становила 102 498 осіб. [7] За оцінкою Управління національної статистики, іспанське населення Великої Британії було 125 000 у 2015 році.
За ще одними даними, станом на 2016 рік у Сполученому Королівстві проживало 300 000 осіб іспанського походження і це була друга за кількістю діаспора в країні.

## Економіка
Згідно з аналізом Інституту досліджень державної політики, 71,22 % недавніх іспанських іммігрантів працездатного віку до Сполученого Королівства мають роботу, на відміну від безробітних чи неактивних (включаючи студентів), порівняно з 73,49 % людей британського походження. 15,05 % іммігрантів, які нещодавно народилися в Іспанії, мають низький дохід, що визначається як такі, що мають дохід менше 149,20 фунтів стерлінгів на тиждень (порівняно з 21,08 % людей, народжених у Великій Британії), а 2,15 % — люди з високими доходами, які заробляють більше 750 фунтів у тиждень (порівняно з 6,98 % британців). Серед осілих іммігрантів іспанського походження 71,48 % мають роботу, із них 23,44 % мають низький заробіток, а 7,81 % — високооплачуваний.